# Lolobal

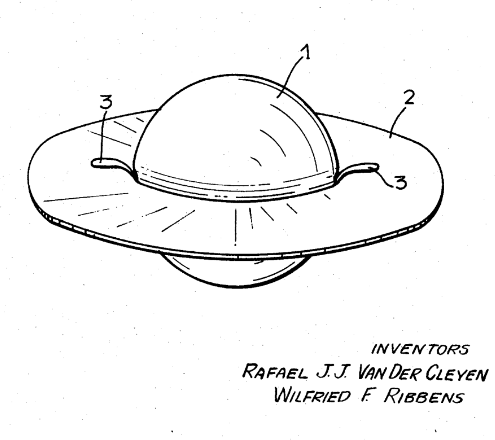
Afbeelding uit het United States Patent 3,716,229

De lolobal, ook wel skip-bal of pogobal genoemd, is een speelgoed dat in de jaren '80 enorm populair was. Het is gemaakt van een achtvormige bal  die door een stevige kunststof schijf is gestoken. Om er mee te spelen moet je al staande op de schijf je balans vinden en kun je er mee springen.
De lolobal was al in 1969 uitgevonden door twee Belgen; Rafael J.J. Van Der Cleyen en Wilfriend F. Ribbens. In 1985 werd de lolobal op de markt gebracht door rolschaatsenfabrikant Elson BV uit Cuijk, die voor een rage zorgde in Nederland, België en Duitsland. In de Verenigde Staten werd het een hit toen Hasbro het in 1986 in productie nam. Vergelijkbare producten worden nog steeds gemaakt door andere producenten.

## Patenten
De uitvinders van de lolobal, Van Der Cleyen en Ribbens verkregen in 1969 hun patent in België. In 1970 verkochten ze de rechten van de lolobal aan het Amerikaanse bedrijf Fabelty dat failliet ging voordat het patent in Amerika verkregen werd in 1973.
Toen in 1985 alle Europese patenten waren verlopen bracht Ad van den Elshout de lolobal op de markt met zijn bedrijf Elson BV waardoor hij multimiljonair werd. 